# Gagnef
Gagnef es una localidad sueca (tätort) en la provincia de Dalarna y la provincia histórica de Dalecarlia. Tenía una población de 1257 habitantes en 2023, en un área de 3,55 km². Se encuentra localizada a orillas del río Österdal, unos 7 kilómetros al noroeste de Djurås y 40 km al oeste de Falun.

## Demografía
| 496                                                 | 531 | 826 | 812 | 936 | 1029 | 1142 | 1154 | 1115 | 1049 | 1199 |
| (Fuente: Oficina Central de Estadísticas de Suecia) |     |     |     |     |      |      |      |      |      |      |